# Mid West
Mid West is een van de negen regio's van West-Australië. Het is een dunbevolkte regio die zich van de westkust, 200 kilometer ten zuiden en ten noorden van Geraldton, tot 450 kilometer landinwaarts van Wiluna in de Gibsonwoestijn strekt. Het gebied is 472.336 km² groot en er wonen ongeveer 58.183 mensen waarvan ongeveer 12 % Aborigines. De Mid West bestaat uit de lokale bestuurlijke gebieden (LGA) Shire of Carnamah, Shire of Chapman Valley, Shire of Coorow, Shire of Cue, City of Greater Geraldton, Shire of Irwin, Shire of Meekatharra, Shire of Mingenew, Shire of Morawa, Shire of Mount Magnet, Shire of Murchison, Shire of Northampton, Shire of Perenjori, Shire of Sandstone, Shire of Three Springs, Shire of Wiluna en Shire of Yalgoo. De LGA's van de Mid West worden in drie subregio's opgedeeld : Batavia Coast, Murchison en North Midlands.
Het westelijke deel van de regio werd vroeger "The Murchison" genoemd naar de rivier Murchison.

## Economie
De Mid West heeft een economie die varieert naargelang de geografie en het klimaat. In de nabijheid van de kust staat een jaarlijkse neerslag van 500 à 600 mm een intensieve landbouw toe. Verder landinwaarts waar een jaarlijkse neerslag van 250 mm wordt gemeten, wordt de economie gedomineerd door de mijnindustrie. Er worden ijzererts, nikkel, goud en andere mineralen gedolven. Geraldton is een belangrijk knooppunt voor de toeristische sector. 
De Mid West heeft ook de meest waardevolle visserij-industrie in West-Australië met Geraldton als centrum van de Western Rock Lobster industrie. De Western Rock Lobster haalde in het boekjaar 2012-2013 een omzet van bijna 234,5 miljoen dollar. Geen enkele andere vangst van een wilde soort haalt zo'n omzet. In 2018 besliste de regering van West-Australië het visquotum te verhogen en om 17% ervan aan te slaan.
Het bruto regionaal product (cfr. Bnp) van de Mid West regio in 2013 bedroeg 6 miljard AUD en in 2014-2015 6,2 miljard AUD.
Op 25 augustus 2015 lanceerde deelstaatminister van regionale ontwikkeling Terry Redman de "Mid West Regional Blueprint". Een plan van de Mid West Development Commission voor economische groei. De blauwdruk stelt vijf strategieën voor om regionale groei en ontwikkeling te verhogen of barrières te slechten. De strategieën uit de blauwdruk zijn bedoeld om zich te concentreren op de sterke punten van de regio en opportuniteiten te identificeren. Ze bieden een leidraad voor de regionale ontwikkeling tot 2050.

## Ruimtevaarttechniek
Doordat de Mid West regio afgelegen ligt en weinig elektromagnetische interferentie kent, is ze geselecteerd om een van de twee radiotelescopen van het Square Kilometer Array (SKA) project te huisvesten. Wanneer het SKA-project dat 2 miljard kost in 2024 klaar zal zijn, zal het 50 keer gevoeliger zijn dan elke bestaande radio-interferometer. Het zal meer data verzamelen dan het huidige wereldwijde internetverkeer en het heelal tienduizend tot een miljoen keer sneller kunnen verkennen dan tegenwoordig het geval is. 
De antenne van de radiotelescoop en het Murchison Radio-Astronomy Observatory (MRO) zijn gelegen nabij het Boolardy Sheep Station 315 kilometer ten noordoosten van Geraldton. Logistieke en wetenschappelijke ondersteuning zal door de Commonwealth Scientific and Industrial Research Organisation (CSIRO) geleverd worden vanuit hun faciliteiten in Geraldton. Glasvezelkabels met een hoge capaciteit zullen de SKA-telescoop nabij Boolardy met de MRO ondersteuningsfaciliteiten in Geraldton en het Pawsey Supercomputing Centre (PSC) in Perth verbinden. 
Honderd kilometer ten zuidoosten van Geraldton ligt het WA Space Centre, een satellietpark dat 114 hectare groot is en 8 miljoen AUD heeft gekost. Het is eigendom van en wordt uitgebaat door Space Australia, een dochteronderneming van Swedish Space Corporation (SSC). Het satellietpark is gelegen in een van de Radio Quiet Zones in de regio, een ideale plaats voor radioastronomie. De SSC is de grootste commerciële exploitant van grondstations voor het volgen van satellieten. De faciliteiten omvatten onder meer installaties van NASA, de Europese Ruimtevaartorganisatie, CSIRO, MOBLAS en VLBI.

## Toerisme
Hoewel het toerisme er nog weinig ontwikkeld is, heeft de Mid West een aantal toeristische troeven. Op de Abrolhos eilanden kan men snorkelen, zwemmen, kanoën, vogels kijken, walvissen spotten, vissen of duiken naar scheepswrakken. Kalbarri National Park trok in 2013 312.000 bezoekers. De 340 kilometer lange kust is nog onontgonnen toeristisch gebied. Landinwaarts kan men eco- en geotoerisme ontwikkelen in en rond oude stations en de rivier Murchison.
Gascoyne · Goldfields-Esperance · Great Southern · Kimberley · Mid West · Peel · Pilbara · Wheatbelt · South West
Abbotts · Ajana · Alma · Arrino · Arrowsmith · Austin · Big Bell · Binnu · Boogardie · Bowgada · Bunjil · Canna · Cape Burney · Carnamah · Caron · Coorow · Cuddingwarra · Cue · Day Dawn · Dongara · Drummond Cove · East Bowes · Eneabba · Eradu · Gabanintha · Geraldton · Green Head · Greenough · Gunyidi · Gutha · Horseshoe · Horrocks · Howatharra · Isseka · Kalbarri · Karalundi · Kojarena · Koolanooka · Kumarina · Latham · Leeman · Lennonville · Lynton · Mainland · Marchagee · Maya · Meekatharra · Merkanooka · Mingenew · Minnenooka · Moonyoonooka · Morawa · Mount Erin · Mount Magnet · Mullewa · Nabawa · Nangetty · Nannine · Nanson · Naraling · Narngulu · Narra Tarra · Northampton · Oakajee · Ogilvie · Paynes Find · Peak Hill · Paynesville · Perenjori · Pindar · Pintharuka · Porlell · Port Denison · Port Gregory · Protheroe · Reedy · Rothsay · Sandstone · Tardun · Tenindewa · Three Springs · Tuckanarra · Waggrakine · Walkaway · Warriedar · Whelarra · Wicherina · Wiluna · Winchester · Yalgoo · Yandanooka · Youanmi · Yoweragabbie · Yuna